# Ramsau
Ramsau è un comune austriaco di 821 abitanti nel distretto di Lilienfeld, in Bassa Austria.

## Geografia
Le comuni catastali sono Fahrabach, Gaupmannsgraben, Haraseck, Kieneck, Oberhöhe, Oberried, Ramsau, Schneidbach e Unterried.